# Big Ten Conference 2017 (pallavolo)
La Big Ten Conference 2017 si è svolta dal 20 settembre al 25 novembre 2017: al torneo hanno partecipato 14 squadre universitarie statunitensi e la vittoria finale è andata per la diciassettesima volta alla Penn State e per la terza volta, la seconda consecutiva, alla Nebraska.

## Regolamento
È prevista una stagione regolare che vede le quattordici formazioni impegnate disputare un totale di venti incontri ciascuna; parallelamente vengono disputati anche degli incontri extra-conference contro formazioni appartenenti ad altre conference o non affiliate ad alcuna di esse, dando vita a due classifiche separate, una relativa alla Big Ten Conference ed una totale.
- La squadra vincitrice della Big Ten Conference si qualifica automaticamente al torneo NCAA, occupando uno dei 32 posti che spettano di diritto alle squadre vincitrici delle rispettive conference;
- Le altre squadre concorrono alla qualificazione al torneo NCAA attraverso la classifica totale, che assegna i restanti 32 posti alle migliori squadre, sulla base del rapporto tra vittorie e sconfitte, che non abbiano ottenuto la qualificazione automatica.

## Squadre partecipanti
| Club           | Nickname        | Stagione | Città          | Impianto                  | Stagione precedente                                           |
| -------------- | --------------- | -------- | -------------- | ------------------------- | ------------------------------------------------------------- |
| Illinois       | Fighing Illini  | Dettagli | Urbana         | Huff Hall                 | 7ª in Big Ten Conference                                      |
| Indiana        | Hoosiers        | Dettagli | Bloomington    | The University Gymnasium  | 11ª in Big Ten Conference                                     |
| Iowa           | Hawkeyes        | Dettagli | Iowa City      | Carver-Hawkeye Arena      | 9ª in Big Ten Conference                                      |
| Maryland       | Terrapins       | Dettagli | College Park   | Xfinity Center            | 12ª in Big Ten Conference                                     |
| Michigan       | Wolverines      | Dettagli | Ann Arbor      | Cliff Keen Arena          | 6ª in Big Ten Conference; Sweet Sixteen in NCAA Divisione I   |
| Michigan State | Spartans        | Dettagli | East Lansing   | Jenison Field House       | 5ª in Big Ten Conference; Secondo turno in NCAA Divisione I   |
| Minnesota      | Golden Gophers  | Dettagli | Minneapolis    | Sports Pavilion           | 2ª in Big Ten Conference; Semifinali in NCAA Divisione I      |
| Nebraska       | Cornhuskers     | Dettagli | Lincoln        | Bob Devaney Sports Center | Vincitrice Big Ten Conference; Semifinali in NCAA Divisione I |
| Northwestern   | Wildcats        | Dettagli | Evanston       | Welsh-Ryan Arena          | 13ª in Big Ten Conference                                     |
| Ohio State     | Buckeyes        | Dettagli | Columbus       | St. John Arena            | 7ª in Big Ten Conference; Sweet Sixteen in NCAA Divisione I   |
| Penn State     | Nittany Lions   | Dettagli | State College  | Rec Hall                  | 4ª in Big Ten Conference; Sweet Sixteen in NCAA Divisione I   |
| Purdue         | Boilermakers    | Dettagli | West Lafayette | Holloway Gymnasium        | 10ª in Big Ten Conference; Secondo turno in NCAA Divisione I  |
| Rutgers        | Scarlet Knights | Dettagli | New Brunswick  | College Avenue Gymnasium  | 14ª in Big Ten Conference                                     |
| Wisconsin      | Badgers         | Dettagli | Madison        | Wisconsin Field House     | 2ª in Big Ten Conference; Elite Eight in NCAA Divisione I     |

## Campionato

### Regular season

#### Classifica
| Pos. | Squadra        | Conference | Conference | Conference | Conference | Overall | Overall | Overall | Overall |
| Pos. | Squadra        | Pt         | G          | V          | P          | Pt      | G       | V       | P       |
| ---- | -------------- | ---------- | ---------- | ---------- | ---------- | ------- | ------- | ------- | ------- |
| 1.   | Penn State     | .950       | 20         | 19         | 1          | .943    | 35      | 33      | 2       |
| 1.   | Nebraska       | .950       | 20         | 19         | 1          | .889    | 36      | 32      | 4       |
| 3.   | Minnesota      | .750       | 20         | 15         | 5          | .824    | 34      | 28      | 6       |
| 4.   | Michigan State | .700       | 20         | 14         | 6          | .727    | 33      | 24      | 9       |
| 5.   | Purdue         | .600       | 20         | 12         | 8          | .697    | 33      | 23      | 10      |
| 5.   | Illinois       | .600       | 20         | 12         | 8          | .676    | 34      | 23      | 11      |
| 7.   | Wisconsin      | .550       | 20         | 11         | 9          | .688    | 32      | 22      | 10      |
| 7.   | Michigan       | .550       | 20         | 11         | 9          | .636    | 33      | 21      | 12      |
| 9.   | Ohio State     | .400       | 20         | 8          | 12         | .484    | 31      | 15      | 16      |
| 10.  | Maryland       | .350       | 20         | 7          | 13         | .563    | 32      | 18      | 14      |
| 10.  | Iowa           | .350       | 20         | 7          | 13         | .545    | 33      | 18      | 15      |
| 12.  | Northwestern   | .200       | 20         | 4          | 6          | .438    | 32      | 14      | 18      |
| 13.  | Indiana        | .050       | 20         | 1          | 19         | .375    | 32      | 12      | 20      |
| 14.  | Rutgers        | .000       | 20         | 0          | 20         | .156    | 32      | 5       | 27      |

      In NCAA Division I come vincitrice di Conference
      In NCAA Division I attraverso la classifica totale

## Premi individuali
| Premio                       | Giocatrice               | Squadra             |
| ---------------------------- | ------------------------ | ------------------- |
| Player of the Year           | Simone Lee               | Penn State          |
| Freshman of the Year         | Dana Rettke              | Wisconsin           |
| Setter of the Year           | Kelly Hunter             | Nebraska            |
| Defensive player of the Year | Haleigh Washington       | Penn State          |
| Coach of the Year            | John Cook Russell Rose   | Nebraska Penn State |
| All-Big Ten Team             | Alison Bastianelli       | Illinois            |
| All-Big Ten Team             | Jordyn Poulter           | Illinois            |
| All-Big Ten Team             | Carly Skjodt             | Michigan            |
| All-Big Ten Team             | Autumn Bailey            | Michigan State      |
| All-Big Ten Team             | Alyssa Garvelink         | Michigan State      |
| All-Big Ten Team             | Stephanie Samedy         | Minnesota           |
| All-Big Ten Team             | Samantha Seliger-Swenson | Minnesota           |
| All-Big Ten Team             | Annika Albrecht          | Nebraska            |
| All-Big Ten Team             | Mikaela Foecke           | Nebraska            |
| All-Big Ten Team             | Kelly Hunter             | Nebraska            |
| All-Big Ten Team             | Symone Abbott            | Northwestern        |
| All-Big Ten Team             | Simone Lee               | Penn State          |
| All-Big Ten Team             | Haleigh Washington       | Penn State          |
| All-Big Ten Team             | Kendall White            | Penn State          |
| All-Big Ten Team             | Sherridan Atkinson       | Purdue              |
| All-Big Ten Team             | Danielle Cuttino         | Purdue              |
| All-Big Ten Team             | Dana Rettke              | Wisconsin           |
| All-Big Ten Team             | Tionna Williams          | Wisconsin           |
| All-Freshman Team            | Megan Cooney             | Illinois            |
| All-Freshman Team            | Stephanie Samedy         | Minnesota           |
| All-Freshman Team            | Jzanasia Sweet           | Nebraska            |
| All-Freshman Team            | Lauren Stivrins          | Nebraska            |
| All-Freshman Team            | Nia Robinson             | Northwestern        |
| All-Freshman Team            | Sydney Hilley            | Wisconsin           |
| All-Freshman Team            | Dana Rettke              | Wisconsin           |

## Classifica finale
| Pos | Squadra        | Qualificazione       |
| --- | -------------- | -------------------- |
| 1   | Penn State     | NCAA Division I 2017 |
| 1   | Nebraska       | NCAA Division I 2017 |
| 3   | Minnesota      | NCAA Division I 2017 |
| 4   | Michigan State | NCAA Division I 2017 |
| 5   | Purdue         | NCAA Division I 2017 |
| 5   | Illinois       | NCAA Division I 2017 |
| 7   | Wisconsin      | NCAA Division I 2017 |
| 7   | Michigan       | NCAA Division I 2017 |
| 9   | Ohio State     |                      |
| 10  | Maryland       |                      |
| 10  | Iowa           |                      |
| 12  | Northwestern   |                      |
| 13  | Indiana        |                      |
| 14  | Rutgers        |                      |